# Knud Jacobsen
Knud Jacobsen (26 de maio de 1914 — 29 de dezembro de 1987) foi um ciclista dinamarquês que participava em competições de ciclismo de estrada. Defendeu as cores da Dinamarca durante os Jogos Olímpicos de Verão de 1936.